# Шухевич, Степан Евгеньевич
Степа́н Евге́ньевич Шухе́вич (1 января 1877, Серафинцы — 6 июня 1945, Амберг) — украинский общественный и военный деятель, атаман УСС (1914—1915), атаман УГА (1918—1919), писатель.

## Биография

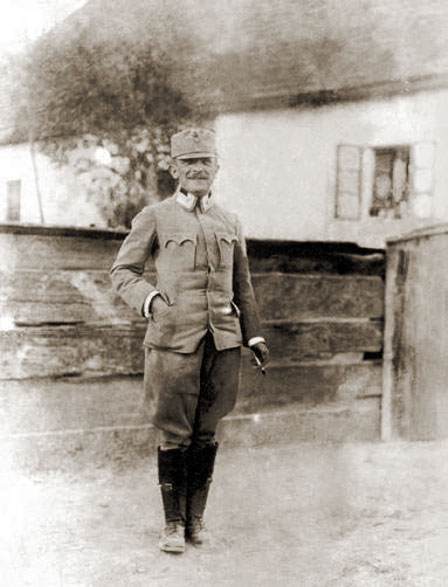
Степан Шухевич в Закарпатье в 1915 году

Родился 1 января 1877 года в селе Серафинцы (теперь в Ивано-Франковской области) в семье священника УГКЦ о. Евгения Шухевича — родного брата учёного Владимира Шухевича.

### Обучение и юридическая практика
В 1886 году становится учеником Львовской академической гимназии, которую окончил в 1895 году. 1899 г. — выпускник юридического факультета Львовского университета (среди преподавателей — Михаил Грушевский). Проходил судебную практику в Вене, Львове.
В течение 1903—1911 гг. работал на должностях судьи в городах Рава-Русской, Долине и Дрогобыче. С 1911 по 1914 г. — адвокат.

### Служба вУССиУГА
Один из организаторов УСС, комендант (командир) II-го куреня в ранге атамана с октября 1914 по 1916 гг., впоследствии сотник австрийской армии. В 1918 г. — комендант полевой жандармерии при австрийском губернаторе города Одесса и военный комендант Львова времён ЗУНР.
Занимал должность коменданта Подволочиска, 4-й Золочевской бригады УГА в звании атамана (майора), после должность занял Алоиз Ляер. Впоследствии персональный референт Начальной Команды УГА. В июле 1919 г. во главе миссии ЗУНР прибыл во Львов для переговоров с поляками.
Как представитель старшин участвовал в совещании Главного атамана С. Петлюры в Жмеринке 4 ноября 1919 г.
На посту Председателя Трибунала обвинял Мирона Тарнавского, Альфреда Шаманека, Емельяна Лисняка во время полевого суда 13—14 ноября 1919 г. в Виннице в сговоре с вражеской деникинской армией.
Возглавлял Коллегию старшин, которая разрабатывала план дальнейших действий УГА после снятия их с фронта в декабре 1919 года, вошёл в состав ревкома УГА, который взялся заботиться о 3000 больных стрелков. Возглавляя конный отряд, в апреле 1920 г. сумел вырваться из польского окружения под Махновкой.

### Адвокат в политических процессах
После окончания освободительной борьбы участвовал в судебных процессах над борцами за независимость Украины как адвокат обвиняемых, в частности:
- Процесс Степана Федака;
- Дело Ольги Басараб — представлял интересы родственников, защищал Коваленко, который был обвинён по результатам рассмотрения найденных в Бессарабии документов, среди основных обвиняемых был Андрей Мельник;
- Дело «Поштовцив» (членов УВО, которые совершали нападения на почтовый транспорт);
- Дело Атаманчук и Вербицкого (убийство Станислава Собинского)
- Процесс «Листопадивцив»;
- Дело «Конгрессовцев»;
- Дело «Восточных Торгов»;
- «Бобрецький процесс»;
- Дело Василия Биласа и Дмитрия Данилишина;
- Дело Николая Лемика;
- «Львовский процесс 1936» (адвокат Романа Шухевича и Богдана Гнатевича)
- Дело Илярия Кук

Степан Шухевич также участвовал во многих других политических процессах.

## Другая деятельность
С 1921 по 1939 год был Президентом наблюдательного совета издательского кооператива «Красная калина».
В 1941 году — секретарь Украинского национального комитета.
Автор книг воспоминаний: «Воспоминания» (Львов, «Красная калина», 1929 г.), «Моя жизнь», вышедшей в свет в Лондоне в 1991 году.

## Память
В Ивано-Франковске есть улица Шухевичей, названная в честь не только Степана, но и всей его семьи.

## Публикации
Горький то смех (1930)